# Butjärnen (Östervallskogs socken, Värmland)
Butjärnen är en sjö i Årjängs kommun i Värmland och ingår i Göta älvs huvudavrinningsområde. Sjön är 7,5 meter djup, har en yta på 0,0565 kvadratkilometer och är belägen 171,8 meter över havet.

## Delavrinningsområde
Butjärnen ingår i det delavrinningsområde (662555-128218) som SMHI kallar för Utloppet av Vittsjön. Medelhöjden är 212 meter över havet och ytan är 8,53 kvadratkilometer. Räknas de 4 avrinningsområdena uppströms in blir den ackumulerade arean 98,2 kvadratkilometer. Ivarsbyälven som avvattnar avrinningsområdet har biflödesordning 3, vilket innebär att vattnet flödar genom totalt 3 vattendrag innan det når havet efter 283 kilometer. Avrinningsområdet består mestadels av skog (84 procent). Avrinningsområdet har 0,93 kvadratkilometer vattenytor vilket ger det en sjöprocent på 10,9 procent.